# 孔令俊 (1919年)
孔令偉（1919年9月5日—1994年11月8日），又名孔令俊，人称孔二小姐，孔祥熙与宋霭龄之次女。

## 生平
孔令偉為蔣宋美龄的外甥女，年幼時曾得頭癬，因此將頭髮剪短成男性髮型。曾任圆山大饭店總经理，長年經營並居住於側。以蔣宋美龄身边的特殊地位，长期男性装束打扮，终身未婚。
1994年，孔令伟因直腸癌在台北去世，享壽75岁，遺體进行防腐后運往美國芬克里夫墓園安葬。

## 事件
- 2006年，國稅局称孔令偉去世前不久曾经賣股获利，要求其唯一的继承人，年已90岁的长姊孔令儀補繳遺產稅1億5,700萬新台币。为此引发孔令儀诉讼抗稅，结果敗訴。[1]